# بلا ایمردی
بلا ایمردی (مجاری: Vitéz ómoraviczai Imrédy Béla; ۲۹ دسامبر ۱۸۹۱ – ۲۸ فوریهٔ ۱۹۴۶) اقتصاددان، سیاستمدار، دیپلمات، کارمند بانک، و نویسنده غیر داستانی اهل مجارستان بود.

## زندگی‌نامه
ایمردی در ۲۹ دسامبر ۱۸۹۱ در بوداپست، اتریش-مجارستان به دنیا آمد.
ایمردی پس از اخذ مدرک در زمینه حقوق، برای وزارت دارایی شروع به کار کرد. او در سال ۱۹۲۸، مدیر بانک ملی مجارستان شد. و در چندین کنفرانس بین‌المللی پولی شرکت کرد. او سپس به عنوان وزیر دارایی در سال‌های ۱۹۳۲ تا ۱۹۳۵ در دولت راست‌گرای افراطی دیولا گومبوش خدمت کرد. ایمردی پس از مرگ گومبوش در ۶ اکتبر ۱۹۳۶، از وزارت دارایی استعفا داد و رئیس بانک ملی شد.
ایمردی در ۱۴ مه ۱۹۳۸، به نخست‌وزیری مجارستان رسید. اگرچه او اقداماتی را علیه راست افراطی انجام داد، اما بر تصویب، بسیاری از قوانین حمایت‌شده نظارت داشت. او همچنین در نهایت یک سیاست خارجی مشخص تر طرفدار محور برای مجارستان اتخاذ کرد. در ۱۶ فوریه ۱۹۳۹، پس از آنکه مخالفان اصل و نسب یهودی او را مستند کردند استعفا داد.
او رهبری را در بسیاری از سازمان‌های راست‌گرا حفظ کرد و به عنوان وزیر اقتصاد در سال ۱۹۴۴، نقش مهمی در تابع کردن اقتصاد مجارستان به تلاش‌های جنگی آلمان داشت. پس از جنگ، ایمردی به جرم جنایات جنگی و همکاری با نازی‌ها مجرم شناخته شد و توسط دادگاه محکوم و اعدام شد.